# 1920 في بلجيكا
فيما يلي قوائم الأحداث التي وقعت خلال عام 1920 في بلجيكا.

## أحداث
- 20 أبريل – الألعاب الأولمبية الصيفية 1920

## رياضة
- 1 يناير – بطولة العالم للدراجات على المضمار 1920

## مواليد

### فبراير
- 3 فبراير – ستان أوكيرس
- 22 فبراير – جاك جيوس درّاج طريق بلجيكي.

### نوفمبر
- 1 نوفمبر – ألبرت رامون درّاج طريق بلجيكي.